# Jacques Hadamard
Jacques Salomon Hadamard (Versailles, 1865. december 8. – Párizs, 1963. október 17.) francia matematikus. Legismertebb tudományos eredménye a prímszámtétel bizonyítása 1896-ban.

## Kutatási területe
Kutatásai főként a függvénytanra és a parciális differenciálegyenletekre irányultak. Volterrát követve alapvető szerepet játszott a függvényanalízis megteremtésében.

## Életpályája
Hadamard az École normale supérieure-ön tanult Charles Émile Picard irányítása alatt. A Dreyfus-ügy után (unokahúga volt Dreyfus felesége), ami személyesen vonta be Hadamard-t a zsidó történelmi azonosságába, politikailag aktívvá vált és a zsidó okok hűséges támogatója lett, bár azt állította, hogy ateista a vallásában.
Bemutatta az elképzelését a parciális differenciálegyenletek elméletének a problémájáról. Továbbá a nevét viseli a Hadamard-egyenlőtlenség, a Cauchy–Hadamard-tétel és a Hadamard-mátrix, ami a Hadamard-transzformáción alapul. A Hadamard-kapu kvantumban, a számításhoz a mátrixot használja.
Diákjai között volt Maurice Fréchet, Paul Lévy, Szolem Mandelbrojt és André Weil.

## Kreativitása
Psychology of Invention in the Mathematical Field című könyvében arra használja az önelemzést, hogy matematikai gondolkodási folyamatokat írjon le. Olyan szerzőkkel szembeni éles ellentétben, akik azonosítják a nyelvet és a megállapítást, leírja a saját matematikai gondolkodását, nagyrészt szótlan, gyakran kísért olyan gondolati képek által, amik képviselik egy probléma egész megoldását. Vizsgálta az akkori (körülbelül az 1900-as évek) vezető fizikusokat, hogy hogyan végzik a munkájukat. A válaszok közül sok tükrözte az övét, visszajelzések alapján matematikai elméleteket színekkel kapcsolt össze.
Hadamard leírta a tapasztalatokat a matematikusok terén/elméleti fizikusok terén mint pl: Carl Friedrich Gauss, Hermann Ludwig von Helmholtz, Henri Poincaré és sokan mások a hibátlan megoldásra jutottak: hirtelen spontaneitással. Ugyanazt jelentették irodalomban mások, mint például Denis Brian, G. H. Hardy, B. L. van der Waerden, Harold Ruegg, Friedrich Kekulé (aki a benzol gyűrűt álmodta meg) és Nikola Tesla.
Hadamard leírta az eljárást akként, hogy van négy és öt lépéses modell. Graham Wallas alkotó folyamat-modellje, az első három lépés kiegészül a negyedik lépéssel Helmholtz által:
- Előkészület
- Költés
- Megvilágítás
- Ellenőrzés

Marie-Louise von Franznak, kollégája a kimagasló pszichiáter, Carl Gustav Jungnak, megjegyezte ezekben az öntudatlan tudományos felfedezésekben a mindig visszatérő és fontos tényezőt - az egyidejűséget, amivel a teljes megoldást intuitív módon észlelik, és az, hogy melyiket tudják ellenőrizni később csapongó érvelés által. "Ő azonnali megoldásnak tulajdonította, egy őstípusú mintaként vagy képként" mondta von Franz. Jung szerint: "Az őstípusok csak a képességeik alapján mutatják meg magukat és rendeznek képeket, ötleteket, és ez mindig egy olyan öntudatlan eljárás, amit nem észlelhetnek."

## Munkái
- Jacques Hadamard:The Psychology of Invention in the Mathematical Field (Dover, 1954) ISBN 0-486-20107-4 (Princeton University Press, 1945)
- Jacques Hadamard:The Mathematician's Mind: The Psychology of Invention in the Mathematical Field (Princeton, 1996) ISBN 0-691-02931-8